# Endingen
Voor de Duitse gemeente, zie Endingen am Kaiserstuhl
Endingen is een gemeente en plaats in het Zwitserse kanton Aargau, en maakt deel uit van het district Zurzach.
Endingen telt 2.396 inwoners.

## Geschiedenis

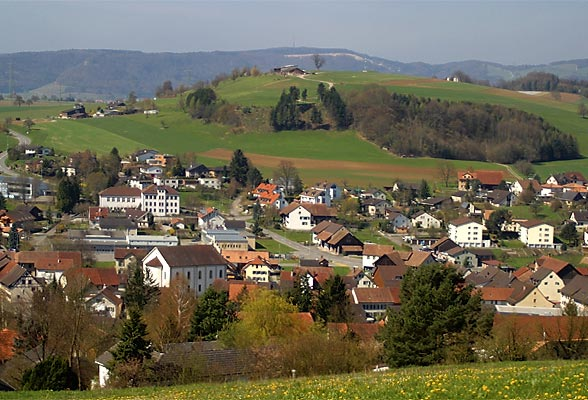
Endingen

In 1678 vestigden zich joden in Endingen en van 1776 tot 1874 waren Endingen en het naburige Lengnau de enige plaatsen in Zwitserland waar joden mochten wonen. Zij mochten ook alleen overdag in andere plaatsen komen en waren ook aan andere beperkingen onderhevig. Pas in 1874 kregen de Zwitserse joden volledige burgerrechten, en daarna vertrokken veel joden uit Endingen naar de grote steden. Het eerste deel van Het lot van de familie Meijer van Charles Lewinsky speelt in Endingen.

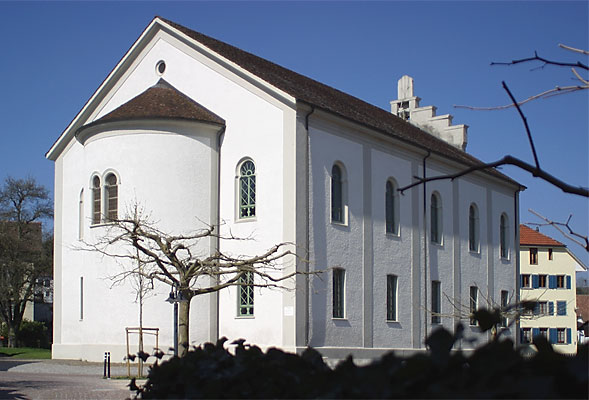
Synagoge van Endingen